# Ivesberg Revisited
Ivesberg Revisited (укр. Повернення до Айвсберга) — музичний твір композитора Бена Джонстона, написаний 1960 року.
Починаючи з 1951 року Бен Джонстон був викладачем композиції в Університеті Іллінойсу в Урбана-Шампейн, та писав сценічну та камерну музику, переважно для виконавців, пов'язаних з університетом. 1960 року до нього звернувся керівник джазового ансамблю Джон Гарві з пропозицією написати щось для щорічного концертного турне джаз-банду.
Бен Джонстон написав для Гарві дві композиції: Ivesberg Revisited та Newcastle Troppo. Обидві, за словами композитора, були «аранжуваннями для біг-бендів стандартних попмелодій у стилі, що нагадував розквіт великих джазових гуртів у США під час Другої світової війни та одразу після неї». Разом з тим, Джонстон, який нещодавно закінчив свій перший струнний квартет, написаний за допомогою технік серіалізму, намагався використати цей підхід до композиції у відмінному від камерної музики стилі.
Ivesberg Revisited заснована на композиції Джерома Керна «Yesterdays». Її назва є грою слів та відсилає до творчості двох композиторів — Альбана Берга та Чарлза Айвза. Басова лінія Ivesberg Revisited є запозиченням з найбільш відомого твору Берга, Концерту для скрипки з оркестром, а інші частини композиції є «цитатами» з Симфонії № 4 Айвза. «„Айвсберг“ викликає привидів Айвза та Берга не лише своєю амбівалентною тональною мовою, але й своєю одержимістю музичними цитатами», — писав Джонстон в програмі концерту.
Прем'єра Ivesberg Revisited та Newcastle Troppo відбулася 19 березня 1963 року у виконанні Джаз-бенду Університету Іллінойсу під керівництвом Джона Гарві.
На думку музикознавиці Хайді фон Гунден, Ivesberg Revisited стала цікавим експериментом із використанням технік серіалізму для написання джазових композицій, проте не дуже успішним через велику кількість різноманітних елементів. Разом з тим, вона відобразила подальший напрямок творчості Джонстона, бо серіалізм він продовжить використовувати при написанні ранніх творів в чистому строї, як-то два наступних струнних квартети, а музичні цитати зустрічатимуться у його Сонаті для мікротонового фортепіано та хоровій композиції «Ci-Git Satie».